# Ana Maria Marković
Ana Maria Marković (ur. 9 listopada 1999 w Splicie) – chorwacka piłkarka, grająca na pozycji napastnika w klubie SC Braga.

## Kariera piłkarska

### Kariera klubowa
Marković urodziła się w Splicie i przeniosła się z rodziną do Szwajcarii w wieku 12 lat, dorastając w Zurychu. Wychowanka klubu FC Zürich Frauen. W sezonie 2017/18 rozpoczęła karierę piłkarską w młodzieżowej drużynie FC Zürich Frauen. Latem 2019 została zaproszona do Grasshopper Club Zürich. 9 sierpnia 2024 podpisała kontrakt z SC Braga.

### Kariera reprezentacyjna
26 listopada 2021 debiutowała w narodowej reprezentacji Chorwacji w meczu przeciwko Litwinkom.

## Sukcesy i odznaczenia

### Sukcesy piłkarskie
Grasshopper Club Zürich
- półfinalistka mistrzostw Szwajcarii: 2021/22, 2022/23
- finalistka Pucharu Szwajcarii: 2021/22